# Viaduc de Fleurimont
Le viaduc de Fleurimont est un viaduc de Saint-Paul, dans l'ouest de l'île de La Réunion, un département et région d'outre-mer français de l'océan Indien. Cet ouvrage d'art franchit la ravine Fleurimont par la route des Tamarins. Long de 241 mètres, il est constitué de deux ponts parallèles légèrement courbes.